# Famille Kujō

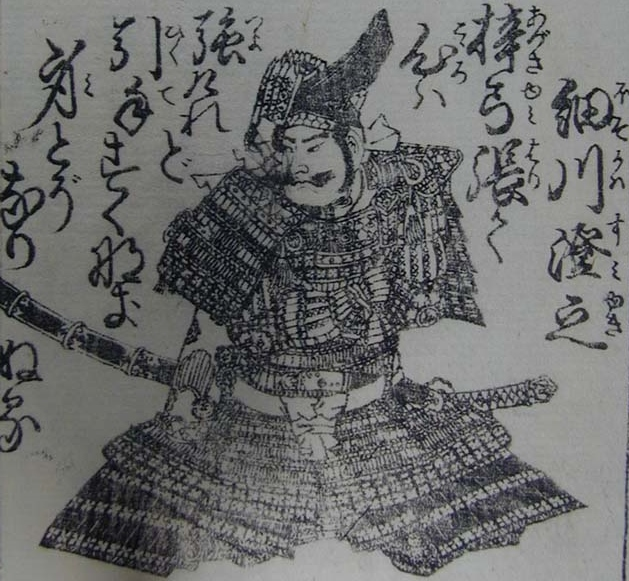
Estampe de Sumiyuki Hosokawa, fils de Kujo Masamoto

Le clan Kujō (九条家, Kujō-ke) est une famille de la noblesse japonaise, branche du clan Fujiwara, issu de Fujiwara no Tadamichi. C'est un membre des sesshō, les régents Fujiwara et donc l'une des familles politiquement les plus importantes parmi les kuge (officiels de cour).
En tant que membre des cinq régents, le clan monopolise les fonctions de sessho avec les clans Konoe, Takatsukasa, Nijō et Ichijō, du XIIe siècle jusqu'en 1867. À l'exception de Tokugawa Masako, consort de l'empereur Go-Mizunoo, toutes les impératrices de cette longue période étaient issues des clans qui forment la branche Sekke ou des branches de la famille impériale elle-même.
Par ailleurs, les familles Nijō et Ichijō émanent de la famille Kujō.
Le clan est fondé par Fujiwara no Kanezane (1149-1207), sur la recommandation de Minamoto no Yoritomo. Le nom « Kujō »signifie littéralement « la neuvième Avenue », un district de Kyoto où réside Kanezane.
Les quatrième et cinquième shoguns du shogunat de Kamakura, Yoritsune Kujō et Yoritsugu Kujō, sont issus de ce clan.
La famille Kujō est parraineur du sanctuaire Kitano. En 1219, Kujō Michiie (1191-1252) offre le Kitano Tenjin engi emaki (rouleau illustré de l'histoire du sanctuaire de Kitano) au sanctuaire de Kitano.
Après la restauration de Meiji, les membres du clan Kujō sont élevés au titre de prince. L'impératrice Teimei, épouse de l'empereur Taishō Tennō, est issue de cette famille.
Après la Seconde Guerre mondiale, tous les membres du clan Kujō perdent leur titre.

## Source de la traduction
- (en) Cet article est partiellement ou en totalité issu de l’article de Wikipédia en anglais intitulé « Kujō family » (voir la liste des auteurs).